# Colin Greening
Colin Peter Greening (* 9. März 1986 in St. John’s, Neufundland) ist ein ehemaliger kanadischer Eishockeyspieler, der im Verlauf seiner aktiven Karriere zwischen 2003 und 2018 unter anderem 303 Spiele für die Ottawa Senators und Toronto Maple Leafs in der National Hockey League auf der Position des linken Flügelstürmers bestritten hat. Darüber hinaus absolvierte Greening über 380 weitere Partien in der American Hockey League, wo er in den Jahren 2011 mit den Binghamton Senators sowie 2018 mit den Toronto Marlies den Calder Cup gewann.

## Karriere
Greening war zunächst von 2002 bis 2003 für die St. John’s Maple Leafs Midget AAA aus der unterklassigen kanadischen Juniorenliga Newfoundland & Labrador Major Midget Hockey League aktiv. Die folgenden zwei Jahre stand er für die Eishockeymannschaft der Torontoer Privatschule Upper Canada College aufs dem Eis und gelangte für diese in der Conference of Independent Schools Athletic Association zu insgesamt 87 Einsätzen, in denen der Linksschütze 119 Scorerpunkte verbuchte. Im Anschluss wurde er beim NHL Entry Draft 2005 in der siebten Runde an insgesamt 204. Position von den Ottawa Senators ausgewählt. Die Spielzeit 2005/06 verbrachte der Stürmer bei den Nanaimo Clippers in der British Columbia Hockey League. Seine einzige Saison im Dress der Clippers beendete Greening als teamintern zweitbester Punktesammler der regulären Saison hinter Topscorer Blair Riley und erzielte 62 Punkte in 56 Partien der regulären Saison. Seine Laufbahn setzte Greening anschließend mit einem Studium an der Cornell University fort und lief für deren Eishockeymannschaft, die Big Red, insgesamt vier Jahre in der ECAC Hockey auf. Dort lief er zeitweise in einer Angriffsreihe gemeinsam mit dem späteren NHL-Akteur Riley Nash aufs Eis. Nach einer ansprechenden Rookiespielzeit, in der er die teamintern beste Plus/Minus-Bilanz aufwies, lief er in der folgenden Saison gemeinsam mit Doug Krantz als Assistenzkapitän des Teams aufs Eis. Die Saison 2007/08 beendete er mit 33 Punkten in 36 Spielen und war erfolgreichster Punktesammler der Cornell Big Red. Diese ausgezeichneten Leistungen wurden mit der erstmaligen Nominierung ins Second All-Star Team der ECAC entsprechend gewürdigt. Selbiges gelang dem Kanadier außerdem in den folgenden beiden Spielzeiten. In seinen letzten beiden Saisonen im Trikot der Cornell University nahm Greening eine entscheidende Rolle im Team ein und fungierte als deren Mannschaftskapitän. Die Spielzeit 2009/10 wurde außerdem mit dem Meisterschaftsgewinn der ECAC gekrönt; in der entscheidenden Partie setzte sich das Team gegen das Union College durch. Im April 2010 unterzeichnete der Offensivakteur einen einjährigen Einstiegsvertrag bei den Ottawa Senators aus der National Hockey League.
Zur folgenden Saison 2010/11 debütierte er für deren AHL-Farmteam, die Binghamton Senators, auf Profiebene. Bis zum Saisonende stand er in insgesamt 82 AHL-Partien für die Senators auf dem Eis und steuerte 45 Punkte zum Calder-Cup-Gewinn der Binghamton Senators bei. Seine erste NHL-Partie bestritt Greening in derselben Spielzeit – am 1. Februar 2011 im Auswärtsspiel bei den New Jersey Devils – und erzielte bei seinem achten NHL-Einsatz am 3. März 2011 gegen die Atlanta Thrashers seinen ersten Treffer. Im Mai 2011 setzte der Kanadier seine Unterschrift unter einen neuen Dreijahreskontrakt – ein Einwegvertrag – mit der Organisation der Ottawa Senators. Im Verlauf der Saison 2011/12 erspielte sich der Stürmer einen Stammplatz im NHL-Kader der Hauptstädter und nahm außerdem im Januar 2012 an der NHL All-Star Game SuperSkills Competition der besten Rookies teil. Die reguläre Saison 2011/12 beendete der Linksschütze, der in allen 82 Partien der regulären Saison aufgelaufen war, mit 37 Scorerpunkten.
Im Februar 2016 wechselte Greening in einem neun Spieler umfassenden Tauschgeschäft, das unter anderem Dion Phaneuf nach Ottawa brachte, zu den Toronto Maple Leafs, wo er ebenfalls parallel bei den Toronto Marlies in der AHL eingesetzt wird. Mit diesen gewann er am Ende der Saison 2017/18 den Calder Cup. Anschließend unterzeichnete er bei dem Team im Juni 2018 einen rein auf die AHL beschränkten Vertrag über ein Jahr, nach dessen Ende er sich im Alter von 33 Jahren aus dem aktiven Sport zurückzog.

## Erfolge und Auszeichnungen
| - 2007 ECAC All-Academic Team - 2008 ECAC All-Academic Team - 2008 ECAC Second All-Star Team - 2009 ECAC All-Academic Team - 2009 ECAC Second All-Star Team - 2010 Whitelaw-Cup-Gewinn mit der Cornell University | - 2010 ECAC Second All-Star Team - 2010 ECAC Student-Athlete of the Year - 2011 Calder-Cup-Gewinn mit den Binghamton Senators - 2012 Teilnahme an der NHL All-Star Game SuperSkills Competition - 2018 Calder-Cup-Gewinn mit den Toronto Marlies |

## Karrierestatistik
(Legende zur Spielerstatistik: Sp oder GP = absolvierte Spiele; T oder G = erzielte Tore; V oder A = erzielte Assists; Pkt oder Pts = erzielte Scorerpunkte; SM oder PIM = erhaltene Strafminuten; +/− = Plus/Minus-Bilanz; PP = erzielte Überzahltore; SH = erzielte Unterzahltore; GW = erzielte Siegtore; 1 Play-downs/Relegation; Kursiv: Statistik nicht vollständig)